# Love and Other Disasters
Love and Other Disasters ist eine romantische Komödie aus dem Jahr 2006, die von Ruby Film, EuropaCorp und Skyline Films produziert wurde.
Brittany Murphy spielt eine Mitarbeiterin des britischen Magazins Vogue, die zum Katalysator für eine Gruppe junger Freunde wird, die ihre Liebe finden wollen.

## Handlung
Jacks, die ihre Kindheit in den USA verbrachte, lebt und arbeitet nun in London, beim britischen Magazin Vogue. Sie teilt sich eine Wohnung mit ihrem schwulen Freund Peter Simon, einem Drehbuchautor. Weil sie Angst vor einer festen Beziehung hat, zieht Jacks es vor, ihre Freizeit mit ihren Freunden zu verbringen und schläft mit ihrem Exfreund James, den sie nicht liebt. Peter, der niemals in einer Beziehung war, verbringt sehr viel Zeit mit Träumen und kann sich daher nicht in eine richtige Person verlieben. In der späteren Entwicklung des Films sehen alle ihre Fehler ein und letztlich kommt es noch zu einem Happy End.

## Bemerkungen
Der britische Komiker Angus Deayton hat einen Kurzauftritt und stellt sich dabei selbst dar.

## Veröffentlichung
Der Film wurde beim Toronto International Film Festival vorgestellt. Im Jahr 2008 war die UK-Premiere in London, der Film wurde bei der Gala für das BFI 22nd London Gay and Lesbian Film Festival gezeigt. Dabei waren auch der Regisseur und der Produzent zugegen.
Outfest 2007 wird den Film als eine Besonderheit des Festivals präsentieren.
Der Film eröffnete in Südkorea am 14. Juni 2007 mit landesweiter Veröffentlichung unter dem Namen Love & Trouble. Der Film wurde positiv aufgenommen und kam auf Platz 5 in den Statistiken in der Eröffnungswoche. Bis Ende Juli wurden mehr als 266.744 Kinokarten in Südkorea verkauft, die Einnahmen lagen bei ca. 1,8 Millionen US-Dollar. Die DVD kam am 6. September 2007 in Südkorea heraus.